# نادییکوو
نادییکوو (به چکی: Nadějkov) یک منطقهٔ مسکونی در جمهوری چک است که در منطقه تابور واقع شده‌است.
 نادییکوو ۲۴٫۰۹ کیلومتر مربع مساحت و ۷۳۶ نفر جمعیت دارد و ۵۳۵ متر بالاتر از سطح دریا واقع شده‌است.